# Kings Worthy
Kings Worthy – wieś w Anglii, w hrabstwie Hampshire, w dystrykcie Winchester, położona nad rzeką Itchen, na obrzeżu parku narodowego South Downs. Leży 7 km na północny wschód od miasta Winchester i 94 km na południowy zachód od Londynu. W 2001 miejscowość liczyła 4000 mieszkańców.